# FA Women's Super League 2020-2021
La FA Women's Super League 2020-2021, nota anche come Barclays FA Women's Super League 2020-2021 per ragioni di sponsorizzazione, è stata l'undicesima edizione della massima divisione del campionato inglese femminile di calcio e la terza dopo il rebranding del torneo e della struttura di vertice dei campionati nazionali. Il campionato è iniziato il 5 settembre 2020 e si è concluso il 9 maggio 2021.
Il Chelsea ha vinto il campionato per la quarta volta, la seconda consecutiva.

## Stagione

### Novità
Dalla FA WSL 2019-2020 è stato retrocesso in FA Women's Championship il Liverpool, mentre dalla Championship 2019-2020 è stato promosso l'Aston Villa mantenendo l'organico a dodici squadre come nel precedente campionato.

### Formula
Le 12 squadre si affrontano in un girone all'italiana con partite di andata e di ritorno, per un totale di 22 giornate. La squadra prima classificata è campione d'Inghilterra. Le prime due classificate sono ammesse alla UEFA Women's Champions League 2021-2022 mentre l'ultima retrocede in FA Women's Championship.

### Avvenimenti
Prima dell'inizio della stagione quattro squadre hanno deciso di cambiare lo stadio dove disputare le partite interne: il Reading si è trasferito dall'Adams Park di High Wycombe al Madejski Stadium, sede dell'affiliata maschile della squadra sin dalla sua costruzione nel 1998. La neopromossa Aston Villa ha firmato un contratto biennale con il Walsall per giocare gli incontri casalinghi al Bescot Stadium, trasferendosi dal Trevor Brown Memorial Ground e il e il West Ham ha firmato un contratto annuale con il Dag & Red per giocare la stagione entrante al Victoria Road, avendo precedentemente utilizzato lo stadio Rush Green, campo di allenamento del club di Dagenham. Inoltre il Bristol City, nel tentativo di consentire un aumento delle presenze a seguito delle restrizioni dovute alla pandemia di COVID-19 ha annunciato il loro trasferimento dal Stoke Gifford Stadium di Filton con capacità di 1 500 posti, costruito appositamente dal club nel 2011 in vista della prima stagione WSL, al Twerton Park, uno stadio da 3 528 posti che ospita il Bath City.

## Squadre partecipanti
| Club              | Stagione | Città                | Stadio                          | Stagione precedente                 |
| ----------------- | -------- | -------------------- | ------------------------------- | ----------------------------------- |
| Arsenal           | dettagli | Borehamwood          | Meadow Park                     | 3º posto in FA WSL                  |
| Aston Villa       | dettagli | Birmingham           | Bescot Stadium (Walsall)        | 1º posto in FA Women's Championship |
| Birmingham City   | dettagli | Birmingham           | Damson Park (Solihull)          | 11º posto in FA WSL                 |
| Brighton & Hove   | dettagli | Crawley              | Broadfield Stadium              | 9º posto in FA WSL                  |
| Bristol City      | dettagli | Filton               | Twerton Park                    | 10º posto in FA WSL                 |
| Chelsea           | dettagli | Kingston upon Thames | Kingsmeadow                     | 1º posto in FA WSL                  |
| Everton           | dettagli | Liverpool            | Walton Hall Park                | 6º posto in FA WSL                  |
| Manchester City   | dettagli | Manchester           | Manchester City Academy Stadium | 2º posto in FA WSL                  |
| Manchester United | dettagli | Manchester           | Leigh Sports Village (Leigh)    | 4º posto in FA WSL                  |
| Reading           | dettagli | Reading              | Madejski Stadium                | 5º posto in FA WSL                  |
| Tottenham         | dettagli | Londra               | The Hive Stadium                | 7º posto in FA WSL                  |
| West Ham          | dettagli | Dagenham             | Victoria Road                   | 8º posto in FA WSL                  |

## Classifica finale
|  | Pos. | Squadra              | Pt | G  | V  | N | P  | GF | GS | DR  |
|  | ---- | -------------------- | -- | -- | -- | - | -- | -- | -- | --- |
|  | 1.   | Chelsea              | 57 | 22 | 18 | 3 | 1  | 69 | 10 | +59 |
|  | 2.   | Manchester City      | 55 | 22 | 17 | 4 | 1  | 65 | 13 | +54 |
|  | 3.   | Arsenal              | 48 | 22 | 15 | 3 | 4  | 63 | 15 | +48 |
|  | 4.   | Manchester United    | 47 | 22 | 15 | 2 | 5  | 44 | 20 | +24 |
|  | 5.   | Everton              | 32 | 22 | 9  | 5 | 8  | 39 | 30 | +9  |
|  | 6.   | Brighton & Hove      | 27 | 22 | 8  | 3 | 11 | 21 | 41 | -20 |
|  | 7.   | Reading              | 24 | 22 | 5  | 9 | 8  | 26 | 42 | -16 |
|  | 8.   | Tottenham            | 20 | 22 | 5  | 5 | 12 | 18 | 41 | -23 |
|  | 9.   | West Ham             | 15 | 22 | 3  | 6 | 13 | 21 | 39 | -18 |
|  | 10.  | Aston Villa          | 15 | 22 | 3  | 6 | 13 | 15 | 47 | -32 |
|  | 11.  | Birmingham City (-1) | 14 | 22 | 3  | 6 | 13 | 15 | 44 | -29 |
|  | 12.  | Bristol City         | 12 | 22 | 2  | 6 | 14 | 18 | 72 | -54 |

Legenda:
      Campione d'Inghilterra e ammessa alla UEFA Women's Champions League 2021-2022 dalla seconda fase
      Ammessa alla UEFA Women's Champions League 2021-2022 dalla seconda fase
      Ammessa alla UEFA Women's Champions League 2021-2022 dalla prima fase
      Retrocessa in FA Women's Championship 2021-2022
Note:
Tre punti a vittoria, uno a pareggio, zero a sconfitta.
Il Birmingham City ha scontato 1 punto di penalizzazione.

## Risultati

### Tabellone
|                   | Ars  | AsV  | Bir   | BHA  | BrC  | Che  | Eve  | MaC  | MaU  | Rea  | Tot  | WeH  |
| ----------------- | ---- | ---- | ----- | ---- | ---- | ---- | ---- | ---- | ---- | ---- | ---- | ---- |
| Arsenal           | –––– | 0-0  | 3-0   | 2-0  | 3-1  | 1-1  | 4-0  | 1-2  | 2-0  | 6-1  | 6-1  | 2-0  |
| Aston Villa       | 0-4  | –––– | 0-1   | 0-2  | 2-2  | 0-4  | 0-6  | 0-2  | 0-2  | 2-2  | 1-0  | 0-0  |
| Birmingham City   | 0-4  | 1-1  | ––––  | 0-0  | 1-1  | 0-1  | 0-4  | 0-4  | 2-5  | 1-1  | 0-1  | 1-2  |
| Brighton & Hove   | 0-5  | 0-2  | 2-0   | –––– | 3-1  | 0-1  | 0-5  | 1-7  | 1-0  | 1-3  | 2-0  | 1-0  |
| Bristol City      | 0-4  | 0-4  | 0-4   | 3-0  | –––– | 0-5  | 0-4  | 0-3  | 0-1  | 3-2  | 2-2  | 0-4  |
| Chelsea           | 3-0  | 2-0  | 6-0   | 1-2  | 9-0  | –––– | 4-0  | 3-1  | 2-1  | 5-0  | 4-0  | 3-2  |
| Everton           | 1-2  | 3-1  | 1-1   | 2-2  | 4-0  | 0-3  | –––– | 0-3  | 0-2  | 1-1  | 1-0  | 3-1  |
| Manchester City   | 2-1  | 7-0  | 4-0   | 0-0  | 8-1  | 2-2  | 1-0  | –––– | 3-0  | 1-0  | 4-1  | 4-0  |
| Manchester United | 1-0  | 3-0  | 2-0   | 3-0  | 6-1  | 1-1  | 2-0  | 2-2  | –––– | 0-2  | 4-1  | 2-0  |
| Reading           | 1-1  | 3-1  | 0-1   | 3-2  | 1-1  | 0-5  | 1-1  | 1-1  | 1-2  | –––– | 0-0  | 0-5  |
| Tottenham         | 0-3  | 3-1  | [ 9 ] | 3-1  | 1-1  | 0-2  | 2-3  | 0-3  | 0-1  | 1-1  | –––– | 1-1  |
| West Ham          | 1-9  | 0-0  | 2-2   | 0-1  | 1-1  | 0-2  | 0-0  | 0-1  | 2-4  | 0-1  | 0-1  | –––– |

## Statistiche

### Classifica marcatrici
Fonte: sito ufficiale.
| Gol |  |  | Giocatore           | Squadra                |
| --- |  |  | ------------------- | ---------------------- |
| 21  |  |  | Samantha Kerr       | Chelsea                |
| 18  |  |  | Vivianne Miedema    | Arsenal                |
| 16  |  |  | Fran Kirby          | Chelsea                |
| 10  |  |  | Caitlin Foord       | Arsenal                |
| 10  |  |  | Chloe Kelly         | Manchester City        |
| 10  |  |  | Ellen White         | Manchester City        |
| 9   |  |  | Pernille Harder     | Chelsea                |
| 9   |  |  | Ella Toone          | Manchester United      |
| 8   |  |  | Inessa Kaagman      | Brighton & Hove Albion |
| 8   |  |  | Caroline Weir       | Manchester City        |
| 7   |  |  | Samantha Mewis      | Manchester City        |
| 7   |  |  | Jill Roord          | Arsenal                |
| 6   |  |  | Isobel Christiansen | Everton                |
| 6   |  |  | Bethany England     | Chelsea                |
| 6   |  |  | Leah Galton         | Manchester United      |
| 6   |  |  | Lauren Hemp         | Manchester City        |
| 6   |  |  | Simone Magill       | Everton                |
| 6   |  |  | Ebony Salmon        | Bristol City           |